# Seals de San Francisco (hockey sur glace)
Les Seals de San Francisco sont une franchise de hockey sur glace de la Western Hockey League qui a existé de 1961 à 1967.

## Historique

### Débuts
Après l'élimination des Comets de Spokane en séries éliminatoires 1961 de la Western Hockey League, leur propriétaire Mel Smith annonce qu'il envisage de déménager les Comets à San Francisco ou à Los Angeles. De son côté, le directeur général du Los Angeles Sports Arena, Bill Nicholas, avait déjà annoncé à la Ligue nationale de hockey qu'il s'affilierait à la WHL si aucune équipe d'expansion n'était créée avant l'été 1961.
Le 23 avril 1961, la WHL accorde une extension de franchise pour San Francisco à Coleman Hall, ancien propriétaire des Canucks de Vancouver, à la condition qu'une surface de glace soit installée dans le Cow Palace. En même temps, la ligue approuve le déménagement des Cougars de Victoria à Los Angeles, où ils sont renommés Blades de Los Angeles. La franchise de San Francisco est quant à elle baptisée Seals, en l'honneur de l'ancienne équipe de baseball de la ville.
Les Blades et les Seals deviennent ainsi les premières équipes de hockey professionnel de Californie depuis la disparition en 1950 des Shamrocks de San Francisco et des Monarchs de Los Angeles qui évoluaient dans la Pacific Coast Hockey League.
Sous les ordres de leur premier entraîneur Max McNab, les Seals font leurs débuts le 13 octobre 1961 avec une défaite 8-3 au Civic Arena des Totems de Seattle. Leur premier match à domicile au Cow Palace se joue un mois plus tard, le 17 novembre, et voit les Seals perdre 5 à 3 contre Edmonton. La première saison de l'équipe se termine sur un bilan de 29 victoires, 39 défaites et 2 matchs nuls et la troisième place de la division Sud. Qualifiés pour les séries éliminatoires, les Seals sont éliminés au premier tour en deux matchs par les Spokes de Spokane.

### Succès
L'année suivante, pour remplacer McNab parti prendre la tête des Canucks de Vancouver, les Seals font signer l’entraîneur et directeur général Norman Poile qui vient de remporter la Coupe Lester Patrick pour la troisième fois avec les Flyers d'Edmonton après ses succès en 1953 et 1955. Les Seals terminent la saison 1962-1963 à la 2e place de la division Sud, derrière les Buckaroos de Portland, avec un bilan de 44 victoires contre 25 défaite et un match nul. Ils éliminent Los Angeles en trois matches au premier tour des séries éliminatoires puis retrouvent, au deuxième tour, les Buckaroos de Portland qu'ils battent en sept rencontres, le dernier match étant gagné 3-1 à Portland. La finale des séries, jouée du 26 avril au 6 mai 1963 contre les Totems de Seattle, est entièrement disputée au domicile des Seals, la patinoire des Totems n'étant pas disponible à ces dates. Seattle gagne trois des quatre premiers matchs mais San Francisco parvient à remporter les trois dernières rencontres de la série pour remporter la première Coupe Lester Patrick de l'histoire de la franchise.
La saison 1963-1964 est marquée par la diminution du nombre d'équipes de la WHL qui passe de 8 à 6. Les divisions sont alors supprimées et seules les 4 premières franchises de la saison régulières sont qualifiées pour les séries éliminatoires. Les Seals, bien que tenants du titre, se qualifient en terminant quatrièmes, avec un bilan négatif de 32 victoire, contre 35 défaites et 3 matchs nuls. Ils terminent avec 67 points, seulement 3 points devant les Totems de Seattle et bien loin des Invaders de Denver, successeurs des Comets de Spokane et champions de la saison régulière avec 71 points. Au premier tour des séries ils rencontrent et battent les Buckaroos de Portland en 5 matches. La finale est 100 % californienne puisque les Seals sont confrontés aux Blades de Los Angeles qui ont éliminé les Invaders en six rencontres. Après avoir perdu le premier match, San Francisco remporte les 3 suivants, perd le cinquième mais remporte sa deuxième Coupe Lester Patrick à l'issue du sixième match de la série. Les Seals deviennent ainsi la première équipe à remporter la WHL deux fois consécutives.

### Déménagement à Oakland
En mars 1965, alors que les Seals sont sur le point de ne pas disputer les séries pour la première fois de leur existence, la LNH émet l'idée d'une expansion. Fin juin, elle entérine le format avec l'ajout futur de six franchises dont Los Angeles et San Francisco sont les favoris. En février 1966, huit villes présentent leur projet à la LNH lors d'une réunion de deux jours à l'issue de laquelle San Francisco fait partie des six candidats retenus pour intégrer la LNH lors de la saison 1967-1968. Parallèlement à cette décision, la franchise dispute sa 5e saison dans la WHL où elle se qualifie pour les séries en terminant quatrième de la saison régulière mais elle est éliminée au premier tour, en 7 matchs après avoir mené 3 rencontres à 2, par les Maple Leafs de Victoria.
Pour leur dernière saison dans la WHL et afin de préparer l'arrivée dans la LNH, les Seals traversent la baie de San Francisco pour s'installer à Oakland, dans l'Oakland-Alameda County Coliseum Arena nouvellement construit. Ils deviennent les Seals de la Californie afin de satisfaire à la fois les amateurs de hockey d'Oakland et de San Francisco. Mais les fans des Seals de San Francisco refusent de traverser le pont pour se rendre à un match de hockey et l'affluence baisse. Après 25 matchs, l'équipe est renommée Seals d'Oakland pour tenter d'attirer d'autres spectateurs mais elle reste dernière en termes de fréquentation. Les Seals terminent la saison à la quatrième place de la ligue et sont qualifiés pour les séries au cours desquelles ils rencontrent les Totems de Seattle, deuxièmes de la saison. Le dernier match des Seals dans la WHL est joué le 15 avril 1967 à Seattle, quand ils perdent 4-1 et sont éliminés en six matchs par les Totems.

## Logos

Seals de San Francisco
Seals de la Californie

## Statistiques
| No | Saison    | PJ | V  | D  | N  | BP  | BC  | Pts | Classement            | Séries éliminatoires | Entraîneur                  |
| -- | --------- | -- | -- | -- | -- | --- | --- | --- | --------------------- | -------------------- | --------------------------- |
| 1  | 1961-1962 | 70 | 29 | 39 | 2  | 229 | 270 | 60  | 3e de la division Sud | Éliminés au 1er tour | Max McNab                   |
| 2  | 1962-1963 | 70 | 44 | 25 | 1  | 288 | 219 | 89  | 2e de la division Sud | Vainqueurs           | Norman Poile                |
| 3  | 1963-1964 | 70 | 32 | 35 | 3  | 228 | 262 | 67  | 4e de la ligue        | Vainqueurs           | Norman Poile, Nick Mickoski |
| 4  | 1964-1965 | 70 | 31 | 37 | 2  | 255 | 283 | 64  | 5e de la ligue        | Non qualifiés        | Norman Poile                |
| 5  | 1965-1966 | 72 | 32 | 36 | 4  | 243 | 248 | 68  | 4e de la ligue        | Éliminés au 1er tour | Norman Poile, Charlie Burns |
| 6  | 1966-1967 | 72 | 32 | 30 | 10 | 228 | 242 | 74  | 4e de la ligue        | Éliminés au 1er tour | Rudy Pilous, Charlie Burns  |